# Lindor 2012
Pour les articles homonymes, voir Lindore.
La 6e cérémonie des Lindor s'est déroulée au zénith de Zéphyr à Cayenne en Guyane et a été diffusée en direct sur la chaîne Guyane 1re.
Elle récompenses les artistes les plus populaires de l'année 2012 en Guyane.